# Éros de Centocelle

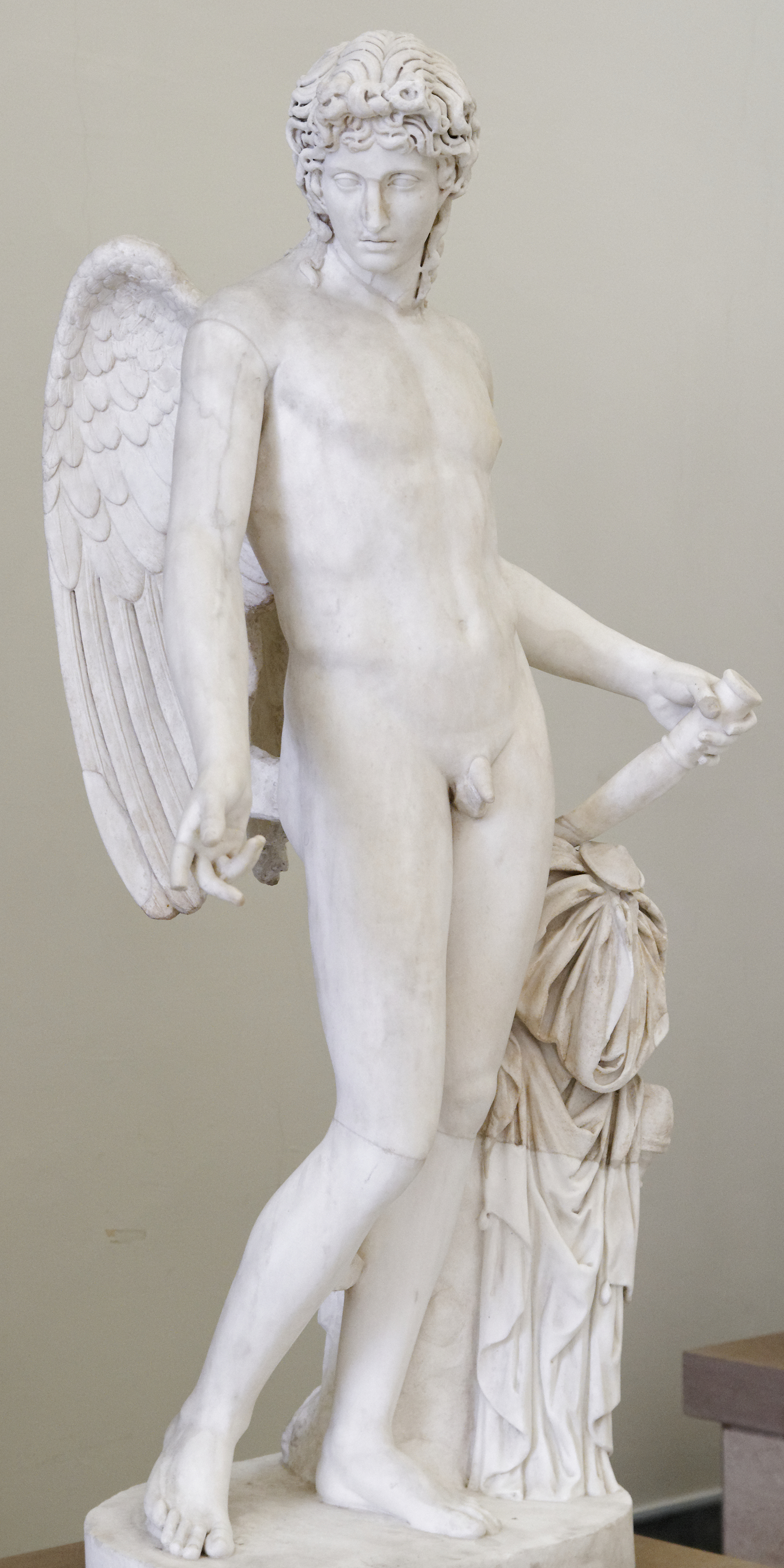
Éros du type de Centocelle, dit « Éros Farnèse », copie romaine restaurée provenant de Pompéi, Musée archéologique national de Naples (inv. 6353)

L’Éros de Centocelle, également connu sous le nom de l’Amour grec ou de l’Amour de Praxitèle est un type statuaire représentant le dieu grec Éros. Longtemps rattaché au sculpteur Praxitèle, il est aujourd'hui considéré comme une composition éclectique hellénistique ou romaine.

## Découverte
L'exemplaire éponyme est découvert en 1772 par Gavin Hamilton sur la Via Labicana, non loin de Rome, au lieu-dit Centocelle, d'où il tire son nom. Le fragment, bien conservé, représente le torse et la tête d'un adolescent aux cheveux longs. En revanche, les avant-bras, les jambes et la verge sont perdus. Deux mortaises au niveau des omoplates signalent également la disparition des ailes. Après sa découverte, la statue rejoint les collections du Vatican. Elle est préparée pour une restauration : les cassures des bras et des jambes sont rectifiées pour leur permettre de recevoir des compléments ; une mortaise est pratiquée à l'arrière du bras gauche pour permettre d'agrafer un bras moderne. L'intervention n'aura jamais lieu, à l'exception de la pointe du nez complétée et du testicule gauche recollé.
En 1797, l'Éros de Centocelle fait partie des œuvres d'art cédées par Pie VI à Napoléon Bonaparte, dans le cadre du traité de Tolentino. Il est exposé au musée du Louvre en 1800 avant de revenir au musée Pio-Clementino du Vatican. La découverte d'autres œuvres similaires révèle alors que la statue appartient à un type statuaire dont au moins 27 exemplaires sont connus aujourd'hui, dont plusieurs de taille naturelle, des réductions en mi-grandeur et des statuettes. Parmi les mieux conservés, outre l'exemplaire du Vatican, figurent la statue grandeur nature du musée national archéologique de Naples, dite l'Éros Farnèse, statue en mi-grandeur de la collection Niárchos, provenant sans doute de Smyrne.

## Description

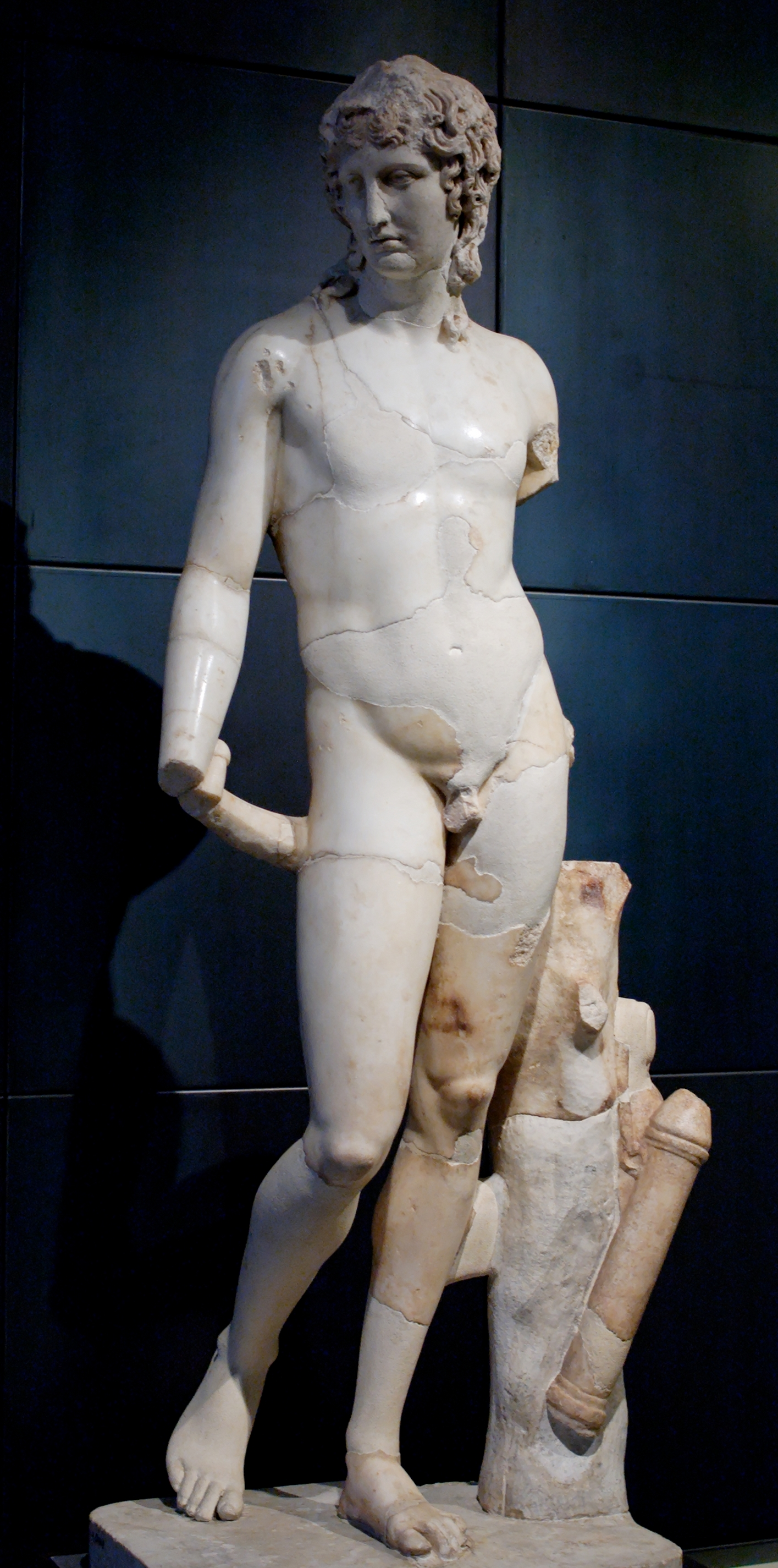
Éros du type de Centocelle, copie romaine provenant des jardins de Mécène, musées du Capitole (MC 1092)

Le type de Centocelle représente un jeune garçon nu debout et déhanché, le poids du corps reposant sur la jambe gauche et le pied de la jambe libre rejeté en arrière, le talon relevé. La tête est légèrement tournée vers la droite. Il porte des cheveux longs, bouclant sur le cou, séparés par une raie au milieu et noués sur le devant en un nœud d'Héraclès, typique de l'enfance. L'exemplaire du Vatican comporte dans le dos deux mortaises et deux surfaces de joint qui attestent de la présence d'ailes. Sur d'autres statues, les fragments d'un arc ou des traces d'arrachement sur le support permettent de reconstituer une statue d'Éros tenant un arc dans la main gauche, une flèche dans la main droite et le carquois attaché au support.

## Attribution
Ennio Quirino Visconti est le premier spécialiste  à étudier la statue. Il l'attribue d'abord à la main de Praxitèle et y reconnaît l’Éros de Parion cité par Pline l'Ancien pour ce sculpteur. Changeant ensuite d'avis, Visconti y voit l'Éros sculpté par Lysippe pour la cité de Thespies. Adolf Furtwängler maintient quant à lui l'attribution à Praxitèle.

## Dans la culture
Il est fait référence à l'Amour de Praxitèle dans le roman d'Anatole France, Les dieux ont soif, pour décrire la beauté d'un jeune militaire.